# Noaptea judecății: Anarhia
Noaptea judecății: Anarhia (titlu original: The Purge: Anarchy) este un film american din 2014 regizat de James DeMonaco. Este produs de Michael Bay. Rolurile principale au fost interpretate de actorii Frank Grillo, Carmen Ejogo și Zach Gilford. Este a doua parte a trilogiei Noaptea judecății - The Purge, după The Purge. Noaptea judecății (2013), fiind continuat de Alegerile (2016).

## Distribuție
- Frank Grillo - Sergeant Leo Barnes[16][17]
- Carmen Ejogo - Eva Sanchez
- Zach Gilford - Shane
- Kiele Sanchez - Liz
- Zoë Soul - Cali Sanchez
- Justina Machado - Tanya
- John Beasley - Papa Rico Sanchez
- Jack Conley - Big Daddy
- Noel G. - Diego
- Castulo Guerra - Barney
- Michael K. Williams - Carmelo Johns
- Edwin Hodge - Dwayne, The Stranger[18]
- Keith Stanfield - Young Ghoul Face
- Roberta Valderrama - Lorraine
- Niko Nicotera - Roddy
- Brandon Keener - Warren Grass
- Judith McConnell - Old Elegant Woman